# Witkopwinterkoning
De witkopwinterkoning (Campylorhynchus albobrunneus) is een zangvogel uit de familie Troglodytidae (winterkoningen).

## Verspreiding en leefgebied
Deze soort telt 2 ondersoorten:
- C. a. albobrunneus: centraal en oostelijk Panama.
- C. a. harterti: uiterst oostelijk Panama en westelijk Colombia.